# Hraničné
Hraničné (in ungherese Határhely, in tedesco Granzdorf) è un comune della Slovacchia facente parte del distretto di Stará Ľubovňa, nella regione di Prešov.